# Psittacella brehmii
El lorito tigre de Brehm (Psittacella brehmii) una especie de ave psitaciforme de la familia Psittaculidae endémica de Nueva Guinea. Es un loro mayoritariamente verde con listado negro que se encuentra en las montañas de Nueva Guinea, principalmente entre los 1500-2600 metros de altitud (aunque puede aparecer entre los 1100-3800 m s. n. m.). El nombre de la especie conmemora al viajero y recolector alemán Alfred Brehm (1829–1884).

## Descripción

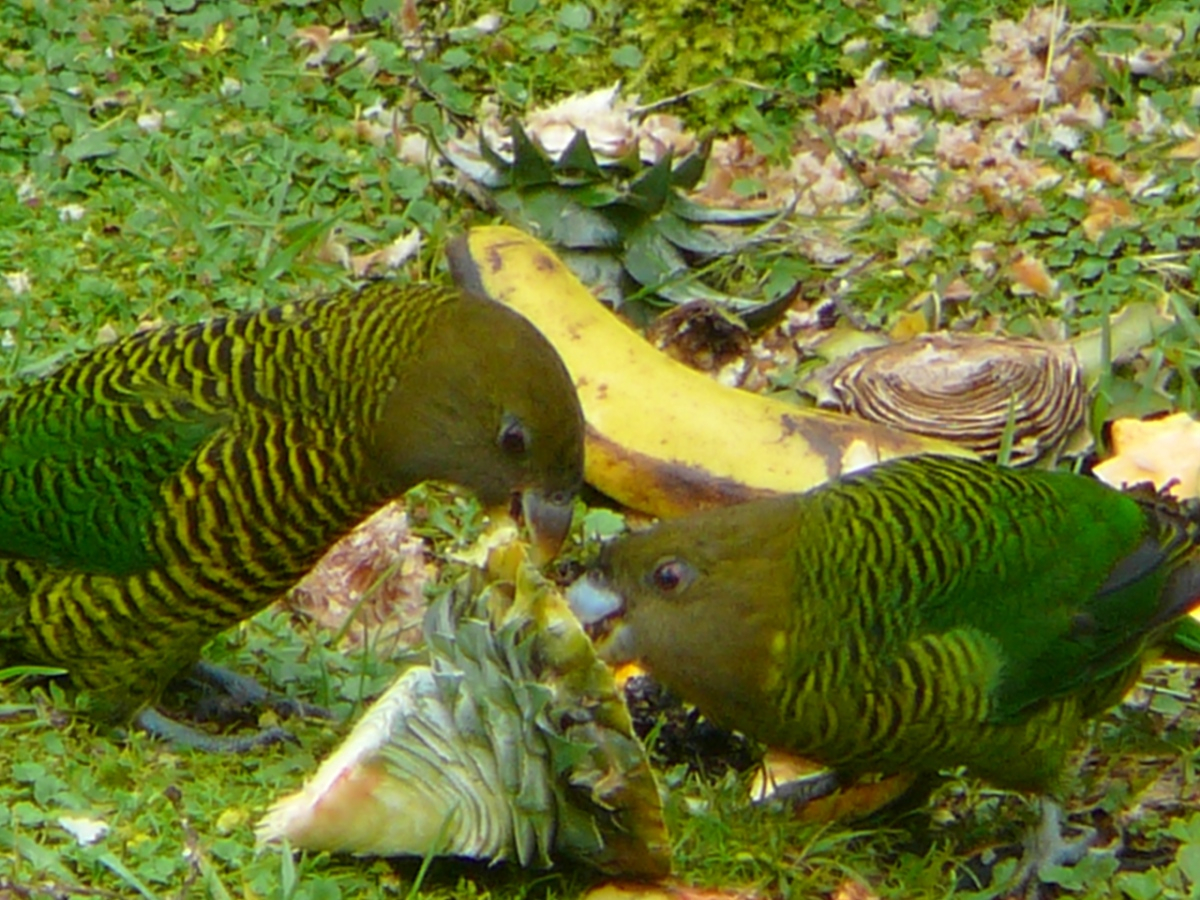
Hembra (izq.) y juvenil (derecha) comiendo fruta en monte Hagen, Papúa Nueva Guinea

El lorito tigre de Brehm es la especie de mayor tamaño del género Psittacella, con sus 24 cm de largo y peso entre 94 y 120 g. Su plumaje es principalmente verde con el rostro parduzco, y listado negro y amarillento en el manto y obispillo, y las coberteras de la parte inferior de las aves rojas. El iris de sus ojos también es rojo. Su pico es gris azulado claro y se aclara más hacia la punta. Sus patas son grises. El macho tiene una lista amarilla a ambos lados del cuello y el pecho verde amarillento liso. La hembra carece de estas listas amarillas del cuello y tiene el pecho listado en verde y negro. Los juveniles se perecen a las hembras, pero tienen el iris de los ojos amarillentos y el listado de su pecho es más difuso y amarillento.

## Taxonomía
Se reconocen cuatro subespecies:
- P. b. brehmii: está presente en la península de Doberai, Papúa Oriental.
- P. b. intermixta: se encuentra en las montañas del centro de Nueva Guinea. Sus partes inferiores y el listado de la espalda son de tonos verdes más amarillentos, y de mayor tamaño.
- P. b. pallida: propio de las montañas del sureste de Nueva Guinea. Como la nominal pero con el pico más estrecho.
- P. b. harterti: ocupa la península de Huon (al noreste de Nueva Guinea). Tiene la cabeza más clara y menos verde amarillento. Es de menor tamaño.

En el centro del área de distribución del lorito tigre de Brehm el lorito tigre pintado ocupa las zonas por encimo de los 2700 metros de altitud, pero en la península de Huon donde no se encuentra esa especie el lorito tigre de Brehm se extiende hasta alturas mayores. Los miembros de la especie se encuentran solos o en pequeños grupos, y se alimentan de semillas y frutos en el nivel medio del bosque o el suelo.